# 東京大学生産技術研究所

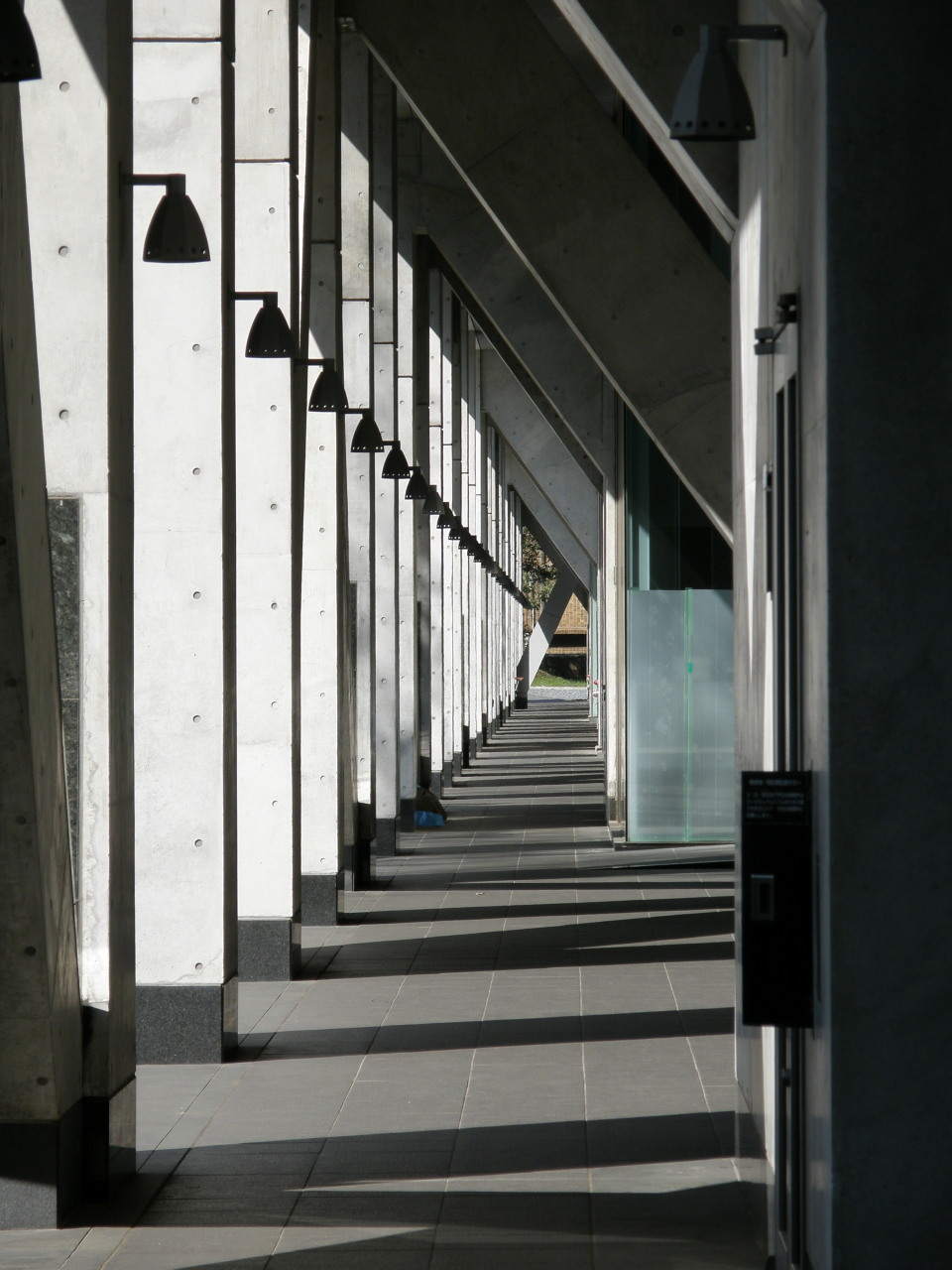
無機質で幾何学的なデザイン

東京大学生産技術研究所（とうきょうだいがくせいさんぎじゅつけんきゅうしょ、英称：Institute of Industrial Science, the University of Tokyo）は、東京大学の附置研究所で、「生産に関する技術的諸問題の科学的総合研究ならびに研究成果の実用化試験」を目的として設立された研究所である。略称は東大生研、IIS。
工学のほぼすべての分野をカバーしており、大学の附置研究所としては日本最大級である。

## 概要
太平洋戦争中の1942年、千葉県千葉市弥生町の敷地14.7万坪 (48.5ha) に、東京帝国大学第二工学部が、戦時体制下の戦力増強のために設立。第二工学部は1949年に学生募集を停止。同年第二工学部の後身として第二工学部内に生産技術研究所は設立された。
一部の大規模実験施設は千葉実験所として残り、西千葉の生研跡地は千葉大学西千葉キャンパスとなった。
1952年、東京大学の附置研究所となる。
1962年に、東京都港区六本木7丁目（旧：麻布新龍土町）の旧陸軍歩兵第三連隊兵舎へ移転した。
1964年、東京大学宇宙航空研究所（現：宇宙航空研究開発機構宇宙科学研究所）創設のためロケットグループは宇宙航空研究所に移転した。
2001年に、六本木キャンパスから駒場IIキャンパスへ移転した。現在は、駒場IIキャンパスには研究所の研究部、事務部、附属研究施設であるセンターおよび共通研究施設の試作工場・電子計算機室等を置いている。
2017年（平成29年）4月に千葉実験所は西千葉地区から柏キャンパス（千葉県柏市柏の葉）内に移転した。同時に東京メトロから営団01系電車を譲渡され、実験線を走行している。
現在は5研究部門、1客員部門、3寄付研究部門、7社会連携研究部門、9研究センター、2連携研究センター、2国際連携研究センター、千葉実験所などを持つ研究所である。大学院生約750名、教員約250名、研究員・技術職員約1,000名が在籍し、大学に附置された研究所としては日本最大級であり、世界でも屈指の規模を誇る。途中で分離した航空宇宙部門を除く広い分野を研究領域とする。

## 組織

### 研究部門
- 基礎系部門
- 機械・生体系部門
- 情報・エレクトロニクス系部門
- 物質・環境系部門
- 人間・社会系部門

### 客員部門
- 高次協調モデリング客員部門

### 寄付部門
- 非鉄金属資源循環工学寄付研究部門
- ニコンイメージングサイエンス寄付研究部門
- 豊島ライフスタイル寄付研究部門
- 自動運転の車両運動制御寄付研究部門
- アジア都市TOD寄付研究部門

### 社会連携研究部門
- 未来ロボット基盤技術社会連携研究部門
- 社会課題解決のためのブレインモルフィック AI 社会連携研究部門
- エネルギーシステムインテグレーション社会連携研究部門
- 未来志向射出成形技術社会連携研究部門
- デジタルスマートシティイニシアティブ社会連携研究部門
- 建築・都市サイバー・フィジカル・アーキテクチャ学社会連携研究部門
- 着霜制御サイエンス社会連携研究部門

### 附属研究施設
- 大規模実験高度解析推進基盤（旧、千葉実験所） 〒277-8574 千葉県柏市柏の葉5-1-5
  - 駒場IIキャンパスでは実施が難しい大規模な実験的研究やフィールドテストなどのための施設。
- 価値創造デザイン推進基盤
- 次世代モビリティ研究センター (ITS Center)
- 統合バイオメディカルシステム国際研究センター (CIBiS)
- マイクロナノ学際研究センター (CIRMM)
- 持続型エネルギー・材料統合研究センター (IRCSEM)
- 都市基盤安全工学国際研究センター (ICUS)
- 海中観測実装工学研究センター
- 光物質ナノ科学研究センター (NPEM)
- ソシオグローバル情報工学研究センター (CSGI)
- 革新的シミュレーション研究センター (CISS)
- 災害対策トレーニングセンター (DMTC)

### 連携研究センター
- 先進ものづくりシステム連携研究センター (CMI)
- ソーシャルビッグデータICT連携研究センター

### 国際連携研究センター
- LIMMS/CNRS-IIS (UMI2820) 国際連携研究センター
- 東京大学 Max Planck 統合炎症学国際連携研究センター (CIBiS)

## 大学院教育
生産技術研究所は東京大学大学院の以下の研究科・専攻の教育も担当している。
- 東京大学大学院
  - 工学系研究科
    - 社会基盤学専攻
    - 建築学専攻
    - 都市工学専攻
    - 機械工学専攻
    - 精密工学専攻
    - 電気系工学専攻
    - 物理工学専攻
    - システム創成学専攻
    - マテリアル工学専攻
    - 応用化学専攻
    - 化学システム工学専攻
    - 化学生命工学専攻
    - 先端学際工学専攻
    - バイオエンジニアリング専攻
    - 技術経営戦略学専攻
    - 資源学専攻

  - 理学系研究科
    - 物理学専攻

  - 新領域創成科学研究科
    - 海洋技術環境学専攻
    - 社会文化環境学専攻

  - 情報理工学系研究科
    - コンピュータ科学専攻
    - 数理情報学専攻
    - 電子情報学専攻
    - 知能機械情報学専攻

  - 学際情報学府
    - 学際情報学専攻

  - 総合文化研究科
    - 広域科学専攻
      - 生命環境科学系
      - 相関基礎科学系
      - 科学技術インタープリター養成プログラム
      - 国際環境学教育機構

  - 医学系研究科
    - 病因・病理学専攻

  - 農学生命科学研究科
    - 生物・環境工学専攻

## 所在地
- 東京都目黒区駒場4-6-1

東京大学駒場IIキャンパス内に所在する。

### 広報資料・プレスリリースなど一次資料
1. 1 2  東大生研 2018 (PDF)  p.6 2019.4.29 閲覧